# Pobiedna (województwo mazowieckie)
Pobiedna – wieś sołecka w Polsce położona w województwie mazowieckim, w powiecie grójeckim, w gminie Nowe Miasto nad Pilicą.
Wieś szlachecka położona była w drugiej połowie XVI wieku w powiecie bielskim ziemi rawskiej województwa rawskiego. W latach 1975–1998 miejscowość położona była w województwie radomskim.
Najstarsza wieś w regionie. Z połączenia Pobiednej i wsi Góra (obecnie ulicy miasta), powstało Nowe Miasto nad Pilicą.